# Éliminatoires du Championnat d'Europe de football 2004, groupe 7
Cet article donne le calendrier, les résultats des matches ainsi que le classement du groupe 7 des éliminatoires de l'Euro 2004.

## Classement
| Rang | Équipe        | Pts | J | G | N | P | Bp | Bc | Diff |  | Résultats (▼ dom., ► ext.) |     |     |     |     |     |
| ---- | ------------- | --- | - | - | - | - | -- | -- | ---- |  | -------------------------- | --- | --- | --- | --- | --- |
| 1    | Angleterre    | 20  | 8 | 6 | 2 | 0 | 14 | 5  | +9   |  | Angleterre                 |     | 2-0 | 2-1 | 2-2 | 2-0 |
| 2    | Turquie       | 19  | 8 | 6 | 1 | 1 | 17 | 5  | +12  |  | Turquie                    | 0-0 |     | 2-1 | 3-2 | 5-0 |
| 3    | Slovaquie     | 10  | 8 | 3 | 1 | 4 | 11 | 9  | +2   |  | Slovaquie                  | 1-2 | 0-1 |     | 1-1 | 4-0 |
| 4    | Macédoine     | 6   | 8 | 1 | 3 | 4 | 11 | 14 | -3   |  | Macédoine                  | 1-2 | 1-2 | 0-2 |     | 3-1 |
| 5    | Liechtenstein | 1   | 8 | 0 | 1 | 7 | 2  | 22 | -20  |  | Liechtenstein              | 0-2 | 0-3 | 0-2 | 1-1 |     |

## Résultats et calendrier
| 7 septembre 2002 | Liechtenstein | 1 - 1 | Macédoine  | Rheinpark Stadion, Vaduz                         |                                                  |
|                  | Stocklasa 90e |       | 8e Hristov | Spectateurs : 2 650 Arbitrage : Vitaliy Hodulian | Spectateurs : 2 650 Arbitrage : Vitaliy Hodulian |

| 7 septembre 2002 | Turquie                  | 3 - 0 | Slovaquie | Stade Ali-Sami-Yen, Istanbul                         |                                                      |
|                  | Akın 14e · Erdem 44e 65e |       |           | Spectateurs : 17 300 Arbitrage : Antonio López Nieto | Spectateurs : 17 300 Arbitrage : Antonio López Nieto |

| 12 octobre 2002 | Macédoine      | 1 - 2 | Turquie              | Gradski stadion, Skopje                           |                                                   |
|                 | Grozdanoski 2e |       | 29e Okan · 53e Nihat | Spectateurs : 16 211 Arbitrage : Knud Erik Fisker | Spectateurs : 16 211 Arbitrage : Knud Erik Fisker |

| 12 octobre 2002 | Slovaquie  | 1 - 2 | Angleterre             | Tehelné pole, Bratislava                          |                                                   |
|                 | Németh 23e |       | 64e Beckham · 82e Owen | Spectateurs : 28 500 Arbitrage : Domenico Messina | Spectateurs : 28 500 Arbitrage : Domenico Messina |

| 16 octobre 2002 | Angleterre                | 2 - 2 | Macédoine                      | St Mary's Stadium, Southampton                        |                                                       |
|                 | Beckham 12e · Gerrard 35e |       | 10e Šakiri · 24e Trajanov (en) | Spectateurs : 32 095 Arbitrage : Arturo Daudén Ibáñez | Spectateurs : 32 095 Arbitrage : Arturo Daudén Ibáñez |

| 16 octobre 2002 | Turquie                                          | 5 - 0 | Liechtenstein | Stade Ali-Sami-Yen, Istanbul                    |                                                 |
|                 | Okan 7e · Davala 14e · Mansız 23e · Akın 81e 90e |       |               | Spectateurs : 10 890 Arbitrage : Iouri Baskakov | Spectateurs : 10 890 Arbitrage : Iouri Baskakov |

| 29 mars 2003 | Liechtenstein | 0 - 2 | Angleterre             | Rheinpark Stadion, Vaduz                            |                                                     |
|              |               |       | 28e Owen · 53e Beckham | Spectateurs : 3 548 Arbitrage : Georgios Kasnaferis | Spectateurs : 3 548 Arbitrage : Georgios Kasnaferis |

| 29 mars 2003 | Macédoine | 0 - 2 | Slovaquie               | Gradski stadion, Skopje                         |                                                 |
|              |           |       | 28e Petráš · 90e Reiter | Spectateurs : 7 000 Arbitrage : Laurent Duhamel | Spectateurs : 7 000 Arbitrage : Laurent Duhamel |

| 2 avril 2003 | Angleterre                       | 2 - 0 | Turquie | Stadium of Light, Sunderland               |                                            |
|              | Vassell 75e · Beckham 90e (pen.) |       |         | Spectateurs : 47 667 Arbitrage : Urs Meier | Spectateurs : 47 667 Arbitrage : Urs Meier |

| 2 avril 2003 | Slovaquie                                 | 4 - 0 | Liechtenstein | Stade Antona-Malatinského, Trnava          |                                            |
|              | Reiter 19e · Németh 50e 64e · Janočko 89e |       |               | Spectateurs : 75 Arbitrage : Darko Čeferin | Spectateurs : 75 Arbitrage : Darko Čeferin |

| 7 juin 2003 | Macédoine                                           | 3 - 1 | Liechtenstein | Gradski stadion, Skopje                       |                                               |
|             | Sedloski 39e (pen.) · Krstev (en) 52e · Stojkov 82e |       | Beck 23e      | Spectateurs : 2 500 Arbitrage : Jaroslav Jara | Spectateurs : 2 500 Arbitrage : Jaroslav Jara |

| 7 juin 2003 | Slovaquie | 0 - 1 | Turquie   | Tehelné pole, Bratislava                    |                                             |
|             |           |       | Nihat 12e | Spectateurs : 1 800 Arbitrage : Terje Hauge | Spectateurs : 1 800 Arbitrage : Terje Hauge |

| 11 juin 2003 | Angleterre          | 2 - 1 | Slovaquie   | Riverside Stadium, Middlesbrough                |                                                 |
|              | Owen 61e (pen.) 72e |       | 31e Janočko | Spectateurs : 33 106 Arbitrage : Wolfgang Stark | Spectateurs : 33 106 Arbitrage : Wolfgang Stark |

| 11 juin 2003 | Turquie                               | 3 - 2 | Macédoine                         | Stade İnönü du BJK, Istanbul                     |                                                  |
|              | Nihat 25e · Karadeniz 47e · Şükür 57e |       | 23e Grozdanoski · 27e Šakiri (en) | Spectateurs : 20 900 Arbitrage : Roberto Rosetti | Spectateurs : 20 900 Arbitrage : Roberto Rosetti |

| 6 septembre 2003 | Liechtenstein | 0 - 3 | Turquie                          | Rheinpark Stadion, Vaduz                        |                                                 |
|                  |               |       | 14e Metin · 41e Okan · 50e Şükür | Spectateurs : 4 200 Arbitrage : Dick van Egmond | Spectateurs : 4 200 Arbitrage : Dick van Egmond |

| 6 septembre 2003 | Macédoine   | 1 - 2 | Angleterre                      | Gradski stadion, Skopje                             |                                                     |
|                  | Hristov 28e |       | 52e Rooney · 63e (pen.) Beckham | Spectateurs : 15 000 Arbitrage : Frank De Bleeckere | Spectateurs : 15 000 Arbitrage : Frank De Bleeckere |

| 10 septembre 2003 | Angleterre            | 2 - 0 | Liechtenstein | Old Trafford, Manchester                          |                                                   |
|                   | Owen 46e · Rooney 52e |       |               | Spectateurs : 64 931 Arbitrage : Knud Erik Fisker | Spectateurs : 64 931 Arbitrage : Knud Erik Fisker |

| 10 septembre 2003 | Slovaquie  | 1 - 1 | Macédoine            | Stade Pod Dubňom, Žilina                     |                                              |
|                   | Németh 25e |       | 62e Dimitrovski (en) | Spectateurs : 2 286 Arbitrage : Leif Sundell | Spectateurs : 2 286 Arbitrage : Leif Sundell |

| 11 octobre 2003 | Liechtenstein | 0 - 2 | Slovaquie      | Rheinpark Stadion, Vaduz                   |                                            |
|                 |               |       | 40e 56e Vittek | Spectateurs : 955 Arbitrage : Jouni Hyytiä | Spectateurs : 955 Arbitrage : Jouni Hyytiä |

| 11 octobre 2003 | Turquie | 0 - 0 | Angleterre | Stade Şükrü Saracoğlu, Istanbul                    |
|                 |         |       |            | Spectateurs : 42 000 Arbitrage : Pierluigi Collina |